# Deutzianthus thyrsiflorus
Deutzianthus thyrsiflorus är en törelväxtart som först beskrevs av Airy Shaw, och fick sitt nu gällande namn av Grady Linder Webster. Deutzianthus thyrsiflorus ingår i släktet Deutzianthus och familjen törelväxter.
Artens utbredningsområde är Sumatera. Inga underarter finns listade i Catalogue of Life.